# Gnathophausia zoea
Gnathophausia zoea är en kräftdjursart som beskrevs av Willemoes-Suhm 1873. Enligt Catalogue of Life ingår Gnathophausia zoea i släktet Gnathophausia och familjen Lophogastridae, men enligt Dyntaxa är tillhörigheten istället släktet Gnathophausia och familjen Gnathophausiidae. Arten är reproducerande i Sverige. Inga underarter finns listade i Catalogue of Life.

## Bildgalleri

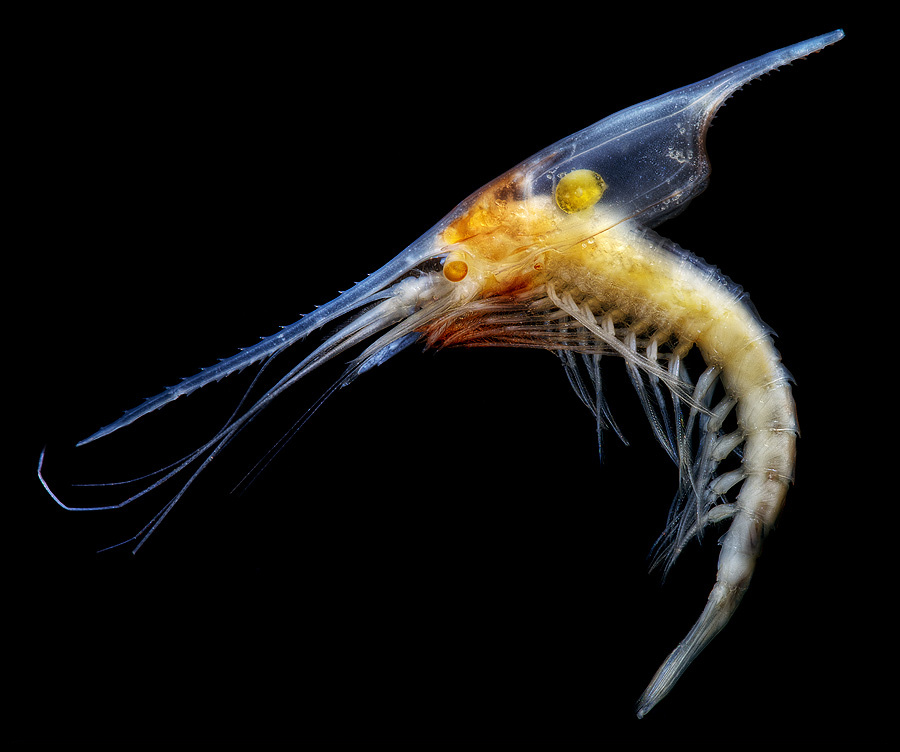